# Martina Steuk

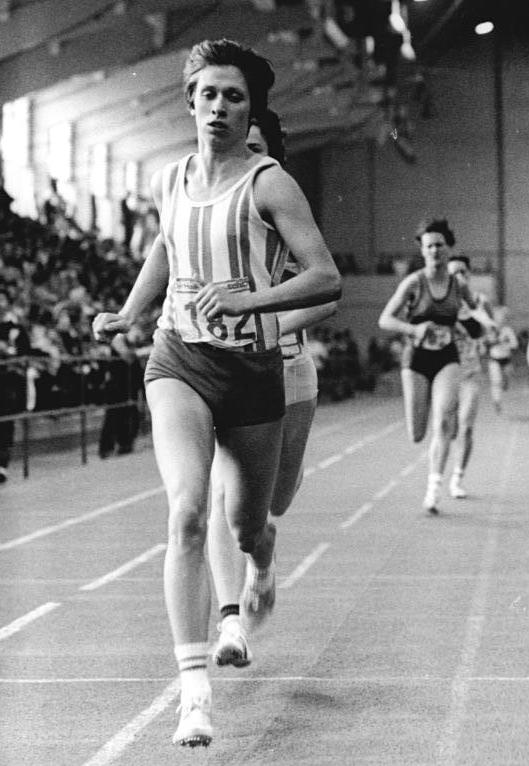
Martina Steuk, 1982

Martina Steuk, geborene Martina Kämpfert (* 11. November 1959 in Berlin), ist eine ehemalige deutsche Mittelstreckenläuferin, die sich auf die 800-Meter-Distanz spezialisiert hatte.
1977 wurde sie Junioreneuropameisterin in 2:01,7 min. Bei den Olympischen Spielen 1980 in Moskau wurde sie Vierte. 
1981 heiratete sie den Hammerwerfer Roland Steuk. 1981 und 1982 wurde sie DDR-Meisterin. Am 14. Februar 1982 lief sie bei den DDR-Hallenmeisterschaften in Senftenberg 1:58,4 min. Sie stellte damit die Hallen-Weltbestzeit von Olga Wachruschewa ein, jedoch wurde ihre Zeit wegen der Übergroße der Tartanbahn in der Sporthalle Aktivist (heute Niederlausitzhalle) nicht als Rekord anerkannt. Kurz danach gewann sie bei den  Leichtathletik-Halleneuropameisterschaften in Mailand Silber.
Nach einigen Jahren Pause wurde sie 1987 und 1988 noch zweimal Dritte bei den DDR-Meisterschaften. 1982 wurde sie mit dem Vaterländischen Verdienstorden ausgezeichnet.
Martina Steuk ist 1,68 m groß und wog in ihrer aktiven Zeit 60 kg. Sie startete für den TSC Berlin.

## Persönliche Bestzeiten
- 400 m: 51,79 s, 1. August 1981, Erfurt
- 800 m: 1:56,21 min, 27. Juli 1980, Moskau
  - Halle: 1:59,24 min, 20. Februar 1982, Budapest
- 1000 m: 2:30,85 min, 9. Juli 1980, Ost-Berlin
- 1500 m: 4:10,05 min, 10. Juni 1982, Potsdam